# Ситников, Василий Иванович (дипломат)
Васи́лий Ива́нович Си́тников (13 декабря 1927, дер. Макаровка, Ключевский район, Алтайский край, РСФСР, СССР — 4 июля 2016, Москва, Российская Федерация) — советский и российский партийный и государственный деятель, дипломат, первый секретарь Иркутского областного комитета КПСС (1983—1988). Чрезвычайный и полномочный посол.

## Биография
Окончил Прокопьевский горный техникум, затем Высшие инженерные курсы при Томском политехническом институте, избирался секретарём комсомольской организации. 
Член КПСС с 1948 года.
С 1954 года на партийной работе в Кемеровской области. 
- В 1968—1987 годах — председатель Кемеровского областного совета профессиональных союзов, секретарь Кемеровского областного комитета КПСС,
- В 1977—1983 годах — второй секретарь Кемеровского обкома КПСС,
- В 1983—1988 годах — первый секретарь Иркутского областного комитета КПСС.

Член ЦК КПСС (1986—1990). Депутат Верховного Совета СССР 11 созыва.
В 1988—1992 годах — чрезвычайный и полномочный посол СССР/Российской Федерации в Монголии.
Похоронен на кладбище посёлка Поливаново городского округа Подольск в Московской области.

## Дипломатический ранг
- Чрезвычайный и полномочный посол

## Награды и звания
Награждён: орденами Ленина, Трудового Красного Знамени (дважды), «Знак Почёта» и медалями.